# Andrea Locatelli
Ne doit pas être confondu avec le pilote motocycliste du même nom.
Pour les articles homonymes, voir Locatelli.
Andrea Locatelli, né le 19 décembre 1695 à Rome et mort dans la même ville le 19 février 1741, est un peintre paysagiste italien.

## Biographie
Biographie et formation
Andrea Locatelli, initié à la peinture par son père Giovanni Francesco Locatelli (1660-1741), poursuit sa formation auprès de Monsù Alto avant d’intégrer, en 1712, l’atelier du peintre de marines Bernardino Fergioni (1674-1738) à la mort de ce dernier. Il rejoint ensuite l’atelier de Biagio Puccini, où il perfectionne son style. Dès 1723, il exerce en tant que maître indépendant, développant une production abondante et appréciée des cercles aristocratiques. Malgré la reconnaissance dont il bénéficie à travers de nombreuses commandes prestigieuses, il ne parvient pas à intégrer l’Académie de Saint-Luc, institution principalement réservée aux peintres d’histoire et de genre. Il collabore néanmoins avec des artistes renommés tels que Giovanni Paolo Panini et Filippo Juvarra. Son tempérament difficile aurait contribué à son déclin, et il meurt dans la précarité.
Œuvres et attribution

Tobie et l'ange sur les bords du Tigre, Andrea Locatelli, 1701-1750, peinture à l'huile sur bois, 46.5x56 cm, Musée des Augustins, Toulouse, n° inv. 2004 1 322

Tobie et l’Ange sur les bords du Tigre
Ce tableau et son pendant sont attribués à Andrea Locatelli depuis l’inventaire révolutionnaire de la collection du cardinal de Bernis. Associés aux paysages romains d’Anesi et de Van Loo, ils illustrent l’intérêt du cardinal pour les vues de la campagne romaine. Une incertitude subsiste cependant quant à l’auteur des figures : si Locatelli était capable de les exécuter lui-même, plusieurs collaborations avec Subleyras, Batoni, Giaquinto ou Cignani ont été documentées par Busiri Vici. Une étiquette ancienne, probablement du XVIIIe siècle, suggère l’intervention d’une autre main. De plus, les restaurations successives ont altéré certaines zones du tableau, notamment le feuillage, où la touche caractéristique de Locatelli semble s’être estompée. Ici, le paysage domine la composition, reléguant la scène biblique à un rôle secondaire, et les éléments narratifs, la rivière et le poisson, se distinguent difficilement.
Les Pèlerins d’Emmaüs

Les Pèlerins d'Emmaüs, Andrea Locatelli, 1707-1750, peinture à l'huile sur bois, 31.5x41 cm, Musée des Augustins, Toulouse, n° inv. 2004 1 323

Présentant des caractéristiques similaires à Tobie et l’Ange, ce tableau adopte une structure paysagère quasi identique, avec une légère variation dans la disposition des éléments : bosquets, villa, monticule et clairière. Toutefois, l’absence de justification iconographique pour le cours d’eau, élément essentiel dans Tobie et l’Ange, renforce le caractère purement décoratif de la scène. Ces deux œuvres témoignent d’une approche où le paysage prime sur l’anecdote religieuse, s’inscrivant ainsi dans une logique ornementale plutôt que narrative.

## Œuvres
France
- Bayeux, musée d'Art et d'Histoire Baron-Gérard :
  - Paysage romain.
- Caen, musée des Beaux-Arts :
  - Paysage avec ruines et personnages.
- Carcassonne, musée des Beaux-Arts :
  - Paysage ;
  - Voyageurs attaqués par des voleurs à l'entrée d'un bois, toiles appariées .
- Chartres, musée des Beaux-Arts[3] :
  - Paysage, toile, 61 × 73 cm, collection Lacaze, provient du Louvre, donné par l'administration des Beaux-Arts en 1872 ;
  - Paysage, panneau rond, hauteur 14 cm ;
  - Paysage, panneau rond, hauteur 14 cm.
- Cherbourg-Octeville, musée d'Art Thomas-Henry :
  - Paysage italien montagneux ;
  - Paysage italien avec baigneurs.
- Musée de Grenoble :
  - Paysage avec cavaliers, voyageurs et troupeau.
- Marseille, musée des Beaux-Arts :
  - Paysage et animaux.
- Montpellier, musée Fabre :
  - Paysage avec des bandits.
- Narbonne, musée d'Art et d'Histoire :
  - Latone et les paysans de Lycie.
- Toulouse, musée des Augustins :
  - Tobie et l'ange sur les bords du Tigre ;
  - Les pèlerins d'Emmaüs.
- Troyes, musée Saint-Loup :
  - Le Jugement de Paris ;
  - Diane chassant Callisto.

Suède
- Musée national des Beaux-Arts de Stockholm :
  - Paysage avec des soldats ;
  - Paysage avec la Fuite en Égypte.

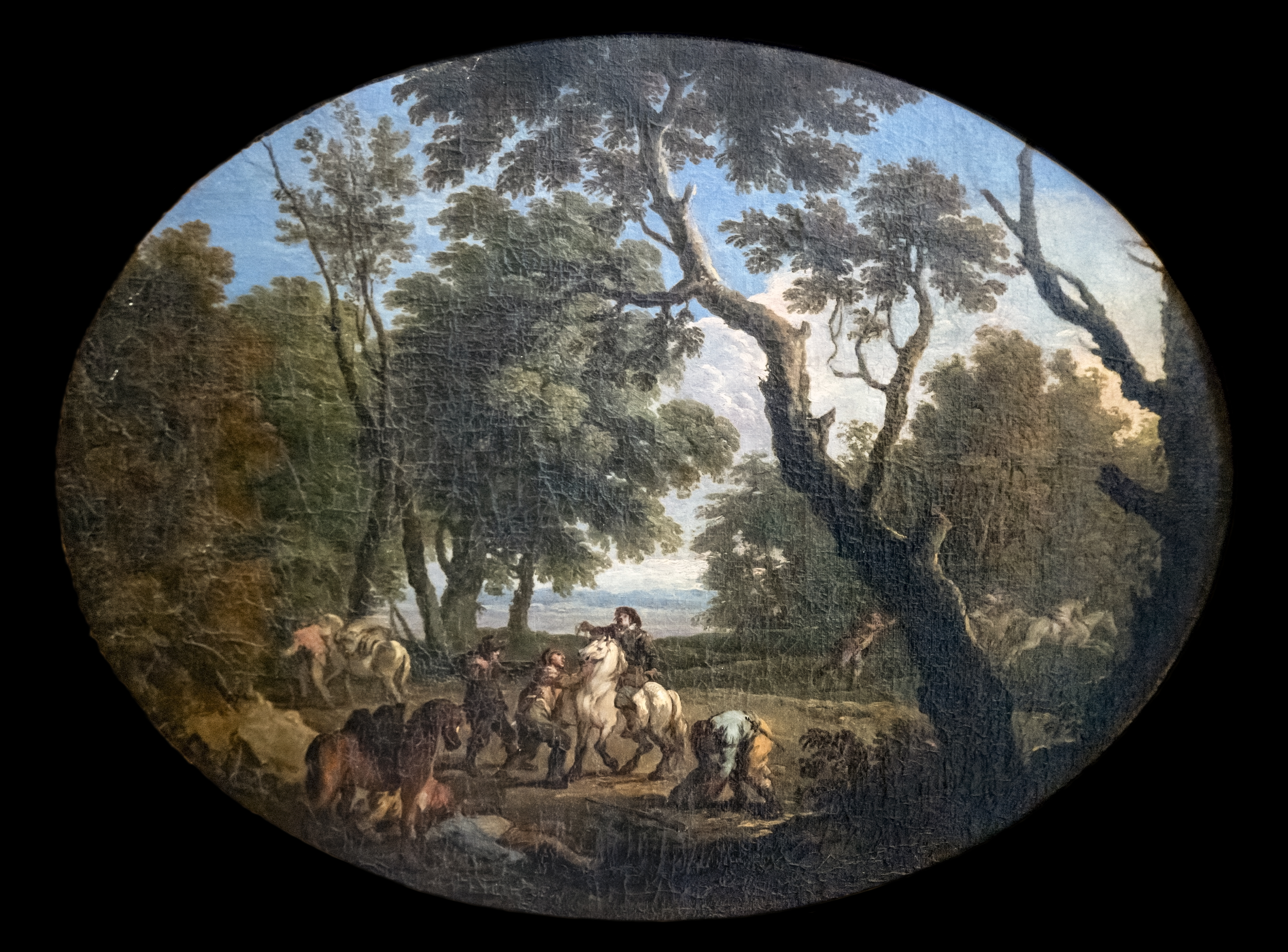
Voyageurs attaqués par des voleurs, musée des Beaux-Arts de Carcassonne
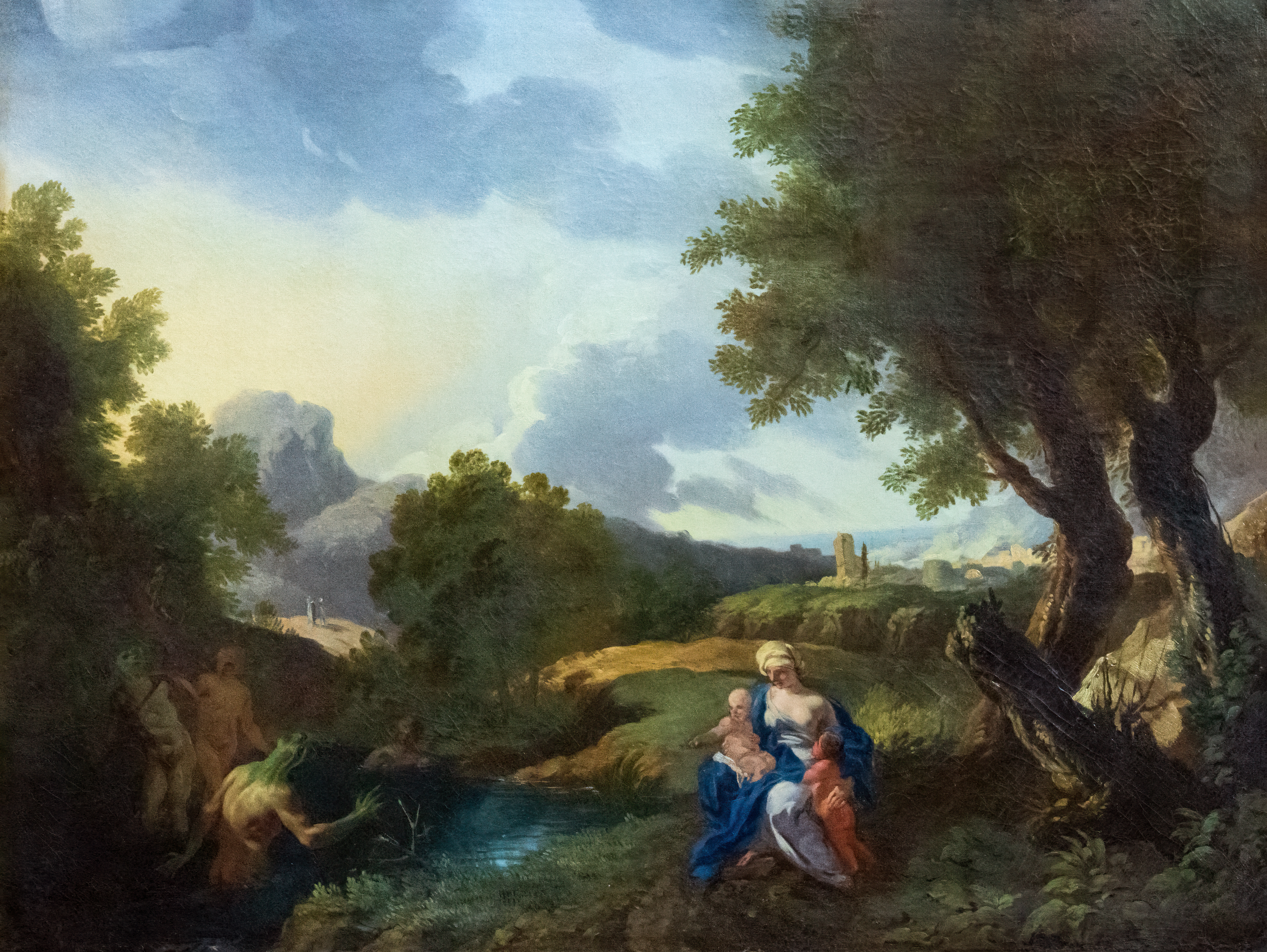
Latone et les paysans de Lycie, musée d'Art et d'Histoire de Narbonne

## Sources
- La plateforme ouverte du patrimoine (base POP), ministère de la Culture (21 résultats)
- Encyclopédie Larousse